# دامیان مارتینز (بازیکن فوتبال، زاده ژانویه ۱۹۹۰)
دامیان مارتینز (انگلیسی: Damián Martínez؛ زادهٔ ۳۱ ژانویهٔ ۱۹۹۰) بازیکن فوتبال اهل آرژانتین است.
وی همچنین در تیم ملی فوتبال Argentina U17 بازی کرده‌است.